# George Dureau
George Dureau (28 de diciembre de 1930 - 7 de abril de 2014) fue un artista estadounidense cuya carrera de cuarenta años era la más notable por los dibujos con carboncillo y la fotografía  en blanco y negro de los pobres atletas blancos y negros, enanos, y amputados. Varios críticos han llamado a su trabajo homoerótico. Aunque menos conocido que Robert Mapplethorpe, se dice que Mapplethorpe se inspiró en las fotografías sobre amputados y enanos de Dureau, que mostraban las figuras como "expuestos y vulnerables, juguetón y necesitados, complejos e individuos totalmente humanos". Su pintura del Festival de jazz de Nueva Orleans de 1999 que representa al Professor Longhair es ampliamente considerada como la más impresionante de todos los carteles de Jazz Fest.

## Biografía
Dureau fue hijo de Clara Rosella Legett Dureau y George Valentine Dureau, y nació en el Canal de Irlanda (Irish Channel), Nueva Orleans, Luisiana. Se crio en Mid-City.
Se graduó con una licenciatura en Bellas Artes en la LSU (Universidad del Estado de Luisiana) en 1952, tras lo cual comenzó estudios de arquitectura en la Universidad de Tulane. Sirvió brevemente en el Ejército de los Estados Unidos. Antes de poder sobrevivir como artista, trabajó para la Maison Blanche, una tienda por departamentos de Nueva Orleans, como diseñador de pantalla. Para la gran mayoría de su vida, vivió en el Barrio Francés, donde era muy conocido por su excentricidad y la hospitalidad. Su amigo y estudiante, Robert Mapplethorpe restauró muchas de sus anteriores fotografías en blanco y negro. Dureau murió de la enfermedad de Alzheimer.

## Obras
Muchas de sus piezas se encuentran en el Museo Ogden de Arte Sureño. Varias de sus obras se exhiben públicamente a través de Nueva Orleans, en particular, la escultura frontón para el casino Harrah y sus esculturas de bronce fundido de pie centinela en las puertas de entrada de Nueva Orleans City Park. Su descripción de un desfile del Mardi Gras domina una de las paredes en Gallier Hall. Uno de los trabajos de su serie más popular, "Black 1973-1986", es una serie de fotografías en blanco y negro que se concentran en los jóvenes negros, expuestas por los EE. UU. con críticas muy favorables.